# ویرانی و فتح بریتانیا
ویرانی و فتح بریتانیا (انگلیسی: De Excidio et Conquestu Britanniae)اثری است که به زبان لاتین توسط روحانی بریتانیایی سنت گیلداس در قرن ششم پس از میلاد نوشته شده است. این کتاب در سه بخش و در محکومیت اعمال معاصران گیلداس، اعم از سکولار و مذهبی، که او آنها را مقصر وضعیت وخیم امور در بریتانیای زیر سلطه روم می داند تدوین شده است. این کتاب یکی از مهم ترین منابع برای مطالعه تاریخ بریتانیا در قرن پنجم و ششم میلادی است، زیرا تنها منبع قابل توجه برای دوره است که توسط یکی از معاصران نزدیک به مردم و وقایع شرح داده شده نوشته شده است.
بخش اول شامل روایتی از تاریخ بریتانیا از فتح روم تا زمان گیلداس است. این بخش شامل اشاراتی به آمبروسیوس اورلیانوس و پیروزی بریتانیایی ها در برابر ساکسون ها در نبرد مونس بادونیکوس است. قسمت دوم محکومیت پنج پادشاه به دلیل گناهان مختلف است،  قسمت سوم شامل حمله مشابهی به روحانیون عصر بریتانیا است.

## تاریخ
کار گیلداس برای مورخان اهمیت زیادی دارد، زیرا اگرچه در ابتدا به عنوان کتاب تاریخی در نظر گرفته نشده است، اما تقریباً تنها منبع باقیمانده است که  رویدادهای بریتانیایی تقریباً معاصر نویسنده در قرن پنجم و ششم را بیان داشته است. تاریخ معمولی که برای نگارش این اثر ذکر شده است،زمانی در دهه چهلم قرن ششم است، اما اکنون به احتمال زیاد زودتر، در ربع اول قرن ششم یا حتی قبل از آن در نظر گرفته می شود. مورخ کمبریج، کارن جورج، در مطالعه جامع خود از متن گیلداس، محدوده ای تاریخی بین ۵۱۰ تا ۵۳۰ میلادی را پیشنهاد می دهد
از دیدگاه گای هالسال مورخ:شواهدی وجود دارد که کتاب در اواخر قرن پنجم نوشته شده است. این دلایل عبارت از، سبک لاتین او، دغدغه های الهیاتی او، و بازخوانی بخش تاریخی و جایگاه او در آن است. البته بعید است که گیلداس قبل از ۴۸۰-۴۹۰ میلادی یا خیلی بعد از حدود ۵۵۰ کتابش را نوشته باشد.
اندرو بریز در کتاب اخیر خود (۲۰۲۰) استدلال می کند که گیلداس در حال نوشتن کتاب در سال ۵۳۶، در میانه رویدادهای شدید آب و هوایی ۵۳۵-۵۳۶ بوده است، زیرا او به یک "مه غلیظ و شب سیاه" اشاره کرده که "بر کل منطقه نشسته است"
هدف گیلداس در نوشته‌هایش موعظه برای معاصرانش به روش پیامبران عهد عتیق بوده است،   بنابراین، او جزئیات تاریخی را تنها در جایی که هدف او را برآورده می کند، ارائه می دهد. به عنوان مثال، او یکی از اولین توصیفات دیوار هادریان و شاید دیوار آنتونین را ارائه می دهد، اگرچه گزارش او از تاریخ آنها بسیار نادرست است. با این حال، او جزئیاتی را که در پیام او نقشی ندارند، حذف می کند. او دائماً مبهم سخن می گوید، نام‌های کمی می‌آورد و تاریخ مشخصی برای رویداد ها ندارد.  با این وجود، کتاب او نه تنها برای تاریخ قرون وسطی بلکه برای تاریخ بریتانیا به طور کلی یک اثر مهم باقی مانده است، زیرا یکی از معدود آثاری است که در بریتانیا از قرن ششم باقی مانده است.
در کتاب، گیلداس اشاره می کند که سال تولد او با نبرد مونس بادونیکوس، که ممکن است در سال ۴۸۲ پس از میلاد اتفاق افتاده باشد، یکسان بوده است. سبک نوشتاری بلاغی گیلداس نشان‌دهنده آموزش کلاسیک لاتین است که به سختی می‌توانست برای هیچ بریتانیایی پس از قرن پنجم در دسترس باشد.سالنامه کمبریج سال مرگ او را ۵۷۰ میلادی ذکر می کند. با این حال منبعی دیگر تاریخ مرگ او را به سال ۵۶۹ می رساند.
رساله گیلداس برای اولین بار در سال ۱۵۲۵ توسط پولیدور ورگیل همراه با تغییرات و حذفیات بسیار آشکار منتشر شد . در سال ۱۵۶۸ جان ژوسلین، منشی اسقف اعظم پارکر، نسخه جدیدی از آن را منتشر کرد. و در سال ۱۶۹۱ یک نسخه بازنگری شده با دقت بیشتری توسط توماس گیل در آکسفورد ظاهر شد. در طول قرن شانزدهم مکرراً در این قاره تجدید چاپ شد و پس از آن یکی دو بار. نسخه بعدی انگلیسی که توسط آگوست پوتاست در سال ۱۸۳۸ منتشر شد و توسط کشیش جی. استیونسون ویرایش شد.این کتاب تاثیر زیادی بر سنت بید و کتاب تاریخ کلیسایی مردم انگلیس داشته است.